# Valentin Glushko
Valentin Petrovich Glushko (em russo:  Валенти́н Петро́вич Глушко́; em ucraniano:  Валентин Петрович Глушко; Odessa, 2 de setembro de 1908 — Moscou, 10 de janeiro de 1989) foi um engenheiro soviético, e o principal projetista de motores de foguetes durante a corrida espacial soviético/americana.
Tendo sido contemporâneo de Sergei Korolev, projetou vários motores utilizados nos foguetes projetados por aquele, entre os quais, o RD-107 usado no R-7 Semyorka, que viria a se tornar um dos veículos de lançamento descartáveis mais importantes do Mundo, usado até hoje em versões modernizadas.

## Biografia
Aos quatorze anos, ele se interessou pela aeronáutica depois de ler os romances de Júlio Verne. Ele é conhecido por ter escrito uma carta para Konstantin Tsiolkovsky em 1923. Ele estudou em uma escola de comércio de Odessa, onde aprendeu a ser operário de chapa metálica. Após a formatura, foi aprendiz em uma instalação hidráulica. Primeiro ele foi treinado como instalador, depois se tornou torneiro mecânico. Durante seu tempo em Odessa, Glushko conduziu experimentos com explosivos. Estes foram recuperados de projéteis de artilharia não detonados deixados pelos Guardas Brancos durante sua retirada. De 1924 a 25, ele escreveu artigos sobre a exploração da Lua, bem como o uso dos motores propostos por Tsiolkovsky para voos espaciais.
Ele frequentou a Leningrad State University, onde estudou física e matemática, mas descobriu que os programas de especialidade não eram de seu interesse. Ele teria saído sem se formar em abril de 1929. De 1929 a 1930, ele se dedicou à pesquisa de foguetes no Laboratório de Dinâmica de Gás. Aparentemente, uma nova seção de pesquisa foi criada para estudar motores elétricos e propelentes líquidos. Tornou-se membro do CEÑIR (Grupo para o Estudo de Sistemas de Propulsão de Foguetes), fundado em Leningrado em 1931. Em 23 de março, 1938 foi preso no Grande Expurgo de Joseph Stalin e foi arredondado para cima pela NKVD, para ser colocado na prisão de  Butyrka. Em 15 de agosto de 1939, ele foi condenado a oito anos de prisão; no entanto, Glushko foi trabalhar em vários projetos de aeronaves com outros cientistas presos. Em 1941, ele foi encarregado de um escritório de projetos para motores de foguetes de combustível líquido. Foi finalmente lançado em 1944. Em 1944, Sergei Korolev e Glushko projetaram o motor de foguete piloto RD-1KhZ testado em uma subida rápida Lavochkin La-7R para a proteção da capital de ataques da Luftwaffe.
No final da Segunda Guerra Mundial, Glushko foi enviado à Alemanha e ao Leste Europeu para estudar o programa de foguetes alemão. Como parte disso, ele participou de um lançamento da Operação Backfire como Coronel Glushko. Em 1946, ele se tornou o projetista-chefe de seu próprio escritório, o OKB 456, e permaneceu nesta posição até 1974. Este escritório desempenharia um papel importante no desenvolvimento de motores de foguete na União Soviética.
Seu OKB 456 (posteriormente NPO Energomash) projetaria a 35 tonelada métrica (340 kN ) de empuxo RD-101 usado no R-2, o RD-110 de 120 toneladas (1 180 kN) de empuxo usado no R-3., e o RD-103 de 44 toneladas (430 kN) de empuxo usado no R-5 Pobeda (SS-3 Shyster). O R-7 ("Semyorka") incluiria quatro dos motores RD-107 da Glushko e um RD-108. Em 1954, ele começou a projetar motores para o R-12 Dvina (SS-4 Sandal), que havia sido projetado por Mikhail Yangel. Ele também foi responsável pelo fornecimento de motores de foguete para Sergei Korolev, o projetista do R-9 Desna (SS-8 Sasin). Entre seus projetos estava o poderoso motor de propelente líquido RD-170.
Em 1974, após os pousos americanos bem-sucedidos na lua, o primeiro-ministro Leonid Brezhnev decidiu cancelar o turbulento programa soviético para enviar um homem à lua. Ele consolidou o programa espacial soviético, movendo o OKB-1 de Vasily Mishin (The Old Korolev Design Bureau), bem como outros escritórios, em um único escritório administrado por Glushko, mais tarde denominado NPO Energia. O primeiro ato de Glushko, depois de despedir Mishin inteiramente, foi cancelar o foguete N-1, Um programa que havia muito criticado, apesar do fato de que uma das razões para suas dificuldades era a sua própria recusa a projetar os motores de alta potência que Korolev necessária devido à fricção entre os dois homens e, aparentemente, um desacordo sobre o uso. De criogênico ou gasolina hipergólica. Em 1965, depois que o propelente UR-500 começou a voar, o Chelomei Bureau ofereceu uma contraproposta ao Korolev N-1 no UR-700, um propulsor Saturn V-class com nove motores F-1 movidos a tetróxido de carbono. Dinitrogênio e UDMH. Korolev era um oponente declarado dos propulsores hipergólicos devido à sua toxicidade, muitas vezes citando a catástrofe de Nedelin de 1960 como prova do perigo que representavam, e também se opôs ao UR-500 pelo mesmo motivo.
Enquanto isso, Glushko era um defensor do Chelomei UR-700, bem como um UR-900 ainda mais poderoso com um estágio superior movido a energia nuclear. Quando Korolev continuou a protestar contra o risco de segurança representado por propulsores hipergólicos, Glushko respondeu com o contra-argumento de que os Estados Unidos estavam lançando a espaçonave Gemini tripulada em um foguete Titan II com propulsores muito semelhantes e aparentemente não era uma preocupação de segurança para eles. Ele também argumentou que o N-1 não era uma solução viável porque eles não podiam desenvolver motores RP-1 / LOX na escala do Saturno F-1. Quando Korolev também sugeriu desenvolver um motor de hidrogênio líquido para o N-1, Glushko disse que o LH2 era completamente impraticável como combustível de foguete.
O UR-700, disse Glushko, poderia permitir uma trajetória de ascensão direta à Lua que ele considerou mais segura e confiável do que a abordagem de encontro e atracação usada pelo programa Apollo e as propostas N-1 de Korolev. Ele também imaginou o UR-700 e o 900 em todos os tipos de aplicações, de bases lunares a missões tripuladas a Marte, sondas em planetas externos e estações de batalha em órbita. Quando Korolev morreu em janeiro de 1966, seu vice, Vasily Mishin, assumiu o escritório de design do OKB-1. Mishin conseguiu que o Kremlin concluísse o projeto UR-700/900, bem como o motor RD-270 que Glushko planejou para a família de veículos de lançamento. Seus principais argumentos eram o tremendo risco de segurança representado por uma falha no lançamento de baixa altitude do UR-700, bem como o desperdício de dinheiro desenvolvendo duas famílias HLV de uma vez. Após o fracasso total do esforço lunar tripulado soviético, as missões não tripuladas a Marte e a morte de quatro cosmonautas, Mishin foi demitido em 1973 e o Kremlin decidiu consolidar todo o programa espacial soviético em uma organização chefiada por Glushko. Um dos primeiros atos de Glushko foi suspender o programa N-1, que, entretanto, não foi encerrado formalmente até 1976. Ele então começou a trabalhar em um HLV inteiramente novo. Durante esse tempo, os Estados Unidos estavam desenvolvendo o Ônibus Espacial. Glushko decidiu que o novo HLV, Energia, usaria todos os motores de combustível líquido, com um palco central LH2 em vez dos motores principais do Shuttle, e os propulsores de propelente sólido de propelente líquido do Shuttle usando motores LOX / RP-1 RD-170.
Enquanto o motor RD-120 usado para o estágio central de Energia se desenvolveu rapidamente e com pouca dificuldade, o RD-170 se mostrou mais difícil de trabalhar. Em vez disso, Glushko decidiu usar um motor com quatro câmaras de combustão alimentadas por uma única linha de alimentação de propelente. Os amplificadores de cinta RD-170 projetados para Energia tornaram-se a base da família Zenit booster que começou a voar em 1985. Como o ônibus espacial Buran não estava pronto para operações, o vôo inaugural de Energia em maio de 1987 ele carregou no alto um protótipo de módulo de estação espacial chamado de Polyus. No final, Buran voou no verão seguinte, alguns meses antes da morte de Glushko.
Enquanto Energia e Buran foram vítimas de perda de fundos após o colapso da URSS, os motores RD-170 e seus derivados ainda estão voando hoje e a experiência em motores LH2 feitos durante o projeto Energia seria usada em estágios superiores posteriores, como Briz. A equipe de Glushko fazia parte do Ministério Soviético de Construção Geral de Maquinário chefiado pelo Ministro Sergey Afanasyev. Antes de sua morte, ele nomeou Boris Gubanov para se tornar seu sucessor. Glushko morreu em janeiro de 1989. Seu obituário foi assinado por vários líderes do Partido Comunista da União Soviética, incluindo Mikhail Gorbachev.
Talvez sua falha de engenharia mais significativa, como observou o chefe da divisão Yuri Demyanko, foi a insistência de que o hidrogênio não era adequado para uso como combustível de foguete. Como resultado, o programa espacial soviético ainda discutia o uso de motores a hidrogênio enquanto os americanos montavam os lançadores de foguetes Saturno V. Além disso, o escritório de projetos da Glushko falhou consistentemente em construir um motor de foguete movido a LOX / querosene com uma grande câmara de combustão para rivalizar com a americana. F-1 usado no Saturno V; em vez disso, sua solução foi o RD-270, um único motor de grande câmara de combustão alimentado por propulsores hipergólicos que tinham quase o mesmo impulso e melhor impulso específico em comparação com o motor F-1. Além disso, o RD-270 utilizou o conceito de combustão de ciclo fechado altamente avançado de fluxo total, em estágios, em oposição ao projeto de gerador de gás de ciclo aberto simples usado pelo motor de foguete F-1. Esta foi a principal razão para a falha do N-1, que foi forçado a contar com uma infinidade de motores menores para propulsão, já que Sergei Korolev, seu projetista-chefe, insistiu em usar a combinação LOX / querosene, que Glushko considerou que levaria muito mais tempo e dinheiro para projetar. Glushko nunca superou os problemas de instabilidade de combustão de grandes motores de foguete usando propelentes a querosene; Sua solução final para isso é vista no RD-170 que são basicamente quatro conjuntos menores de câmara de combustão / bocal que compartilham sistemas de fornecimento de combustível comuns. Esta solução e o motor deram aos soviéticos a grande propulsão necessária para construir o veículo de lançamento superpesado Energia, e é provavelmente o melhor exemplo das habilidades técnicas de Glushko quando ele estava no seu auge.

## Honras e prêmios
Selo postal da Ucrânia, 2003 Valentin Glushko e Sergei Korolev em um selo ucraniano de 2007
- Hero of Socialist Labour, Twice (1956, 1961)
- Ordem de Lenin, cinco vezes (1956, 1958, 1961, 1968, 1978)
- Ordem da Revolução de Outubro (1971)
- Ordem da Bandeira Vermelha do Trabalho (1945)
- Medalha Jubileu "Pelo trabalho corajoso. Para comemorar o centenário do nascimento de Vladimir Ilyich Lenin" (1970)
- Medalha Jubileu "Trinta anos de vitória na Grande Guerra Patriótica 1941-1945" (1975)
- Medalha Jubileu "Quarenta anos de vitória na Grande Guerra Patriótica 1941-1945" (1985)
- Medalha "Por bravo trabalho na Grande Guerra Patriótica 1941-1945" (1945)
- Medalha "Veterano do Trabalho" (1984)
- Medalha "Em comemoração ao 800º aniversário de Moscou" (1948)
- Prêmio Lenin (1957)
- Prêmio do Estado da URSS (1967, 1984)
- Medalha de ouro. Academia de Ciências Tsiolkovsky da URSS (1958)
- Diploma deles. Paul Tissandier (FAI) (1967)
- Cidadão honorário de Korolyov
- O asteroide número 6357, descoberto em 1976, foi nomeado em homenagem a Glushko por Nikolai Stepanovich Chernykh
- A cratera Glushko na Lua leva o seu nome
- Uma avenida na capital ucraniana, Kiev, leva o nome de Glushko

## Publicações
- V. P. Glushko e G. Langemak, Rockets, Their Construction and Application, 1935.
- V. P. Glushko, Rocket Engines GDL-OKB, Novosti Publishing House, Moscou, 1975.
- V. P. Glushko, Development of Rocketry Space Technology in the USSR, Novosti Press Publishing House, Moscou (1973)